# Abrom
Abrom Bârlad a fost o companie producătoare de pietre abrazive din România.
Compania a fost privatizată inițial în 2002, pachetul majoritar de acțiuni de 77% fiind achiziționat de salariați.
Compania a revenit la stat, în 2006 după ce a intrat în colaps financiar.
În aprilie 2008, a fost achiziționată de către firma de confecții Vigotex Bârlad pentru suma de 4,1 milioane lei, fără TVA.
În România mai există un singur fabricant de produse abrazive, Carbochim Cluj.
Capacitatea de producție a Abrom o clasează pe locul cinci în Europa și pe locul doi în România.
În anul 2020 a început demolarea halelor Abrom S.A.
Număr de angajați în 2006: 114
Cifra de afaceri în 2006: 1,1 milioane euro